# トプギェル
トプギェル（སྟོབས་རྒྱལ,stobs rgyal,多布傑(多布杰),日本での別表記は"デュオ・ブジエ","デュオ・ブジェ"）は、中華人民共和国・西蔵自治区山南市ツォナ市出身のチベット人(蔵族)の俳優。身長182cm。
名前の表記に関しては、「名前の表記について」を参照。

## 名前の表記について
日本では、彼の主演映画の一つ『ココシリ』の配給元・DVD販売元であるソニー・ピクチャーズ エンタテインメントによる"デュオ・ブジエ"（"デュオ・ブジェ"）というカタカナ表記が広く用いられているが、彼の"多布傑(多布杰) duo bu jie"という中国語の表記は「壮健なる」「盛んである」を意味するチベット語「トプギェル（stobs rgyal）」を音写したものであり、「多」を姓、「布傑」を名と誤認したうえ、拼音によるローマ字表記「duo bu jie」を英語風になまっている上記のカナ表記は誤りである。

## 略歴
- 1953年5月生。
- シガツェにおいて炭坑労働者となる。
- 1976年、西蔵話劇団の「工農兵学員」に応募、採用される。
- 1981年、上海戯劇学院表演系を卒業、西蔵自治区話劇団の俳優となる。
- 1995年、テレビドラマ『雪震』の演技が評価され、以後テレビドラマや映画多数に出演

## 出演作品

### 舞台
- 1988年《布達拉宮秘史》

### 映画
- 1996年 チベットの紅い谷 《紅河谷》蔵族頭人 （監督：馮小寧）
- 1996年 《彝海結盟》 小葉丹 （監督：郝光）
- 2002年 レッド・スノー 《極地営救》 飛行大隊長曾瑞朴 （監督：張建亜）
- 2003年 紅い鞄 モォトゥオ探検隊 《心跳墨脱》 校長 （監督：ハスチョロー）
- 2004年 ココシリ 《可可西里》 巡山隊長日泰 （監督：陸川）。
- 2006年 ヒマラヤ王子 《喜馬拉雅王子》 新王克洛朗 （監督：胡雪樺）
- 2011年 1911 《辛亥革命》 馮国璋 （監督：ジャッキー・チェン、張黎）
- 2013年 無人区《無人区》 （監督：寧浩）
- 2019年 クライマーズ 《攀登者》

### テレビドラマ
- 1995年《雪震》ゴンボ（mgon po, 貢布）
- 1997年《西蔵風雲》ガプー・ガワンジグメ（nga phod ngag dbang 'jigs med, 阿沛·阿旺晋美)
- 2000年《文成公主》支賽乳·恭頓 (監督：蔡暁晴）
- 2001年《拉薩往事》ソナムギャムツォ(bsod nams rgya mtsho, 索朗嘉措)（監督：楊韜陳魯）
- 2002年《八瓣格桑花》帰国蔵胞ロサンテンジン（blo bzang bstan 'dzin, 羅桑丹増）
- 2002年《塵埃落定》
- 2004年《格達活佛》ゲタク・トゥルク(dge rtag sprul sku, 格達活佛)
- 2005年《茶馬古道》ゴンポ大臣(カロン)(mgon po bka' blong, 貢布噶倫）
- 2006年《密電風雲》愛国漢族商人。クレジット表記は「多布吉」。
- 2008年《雪域天路》タシドルジェ（bkra shis rdo rje, 扎西多吉）
- 2011年《香格里拉》レーツァン・サンギェ（legs tshang sangs rgyas, 勒倉桑吉）
- 《康定童話》
- 《愛心無価》
- 《啊、雀児山》
- 《達瑪誓言》